# Palazzo Correggio

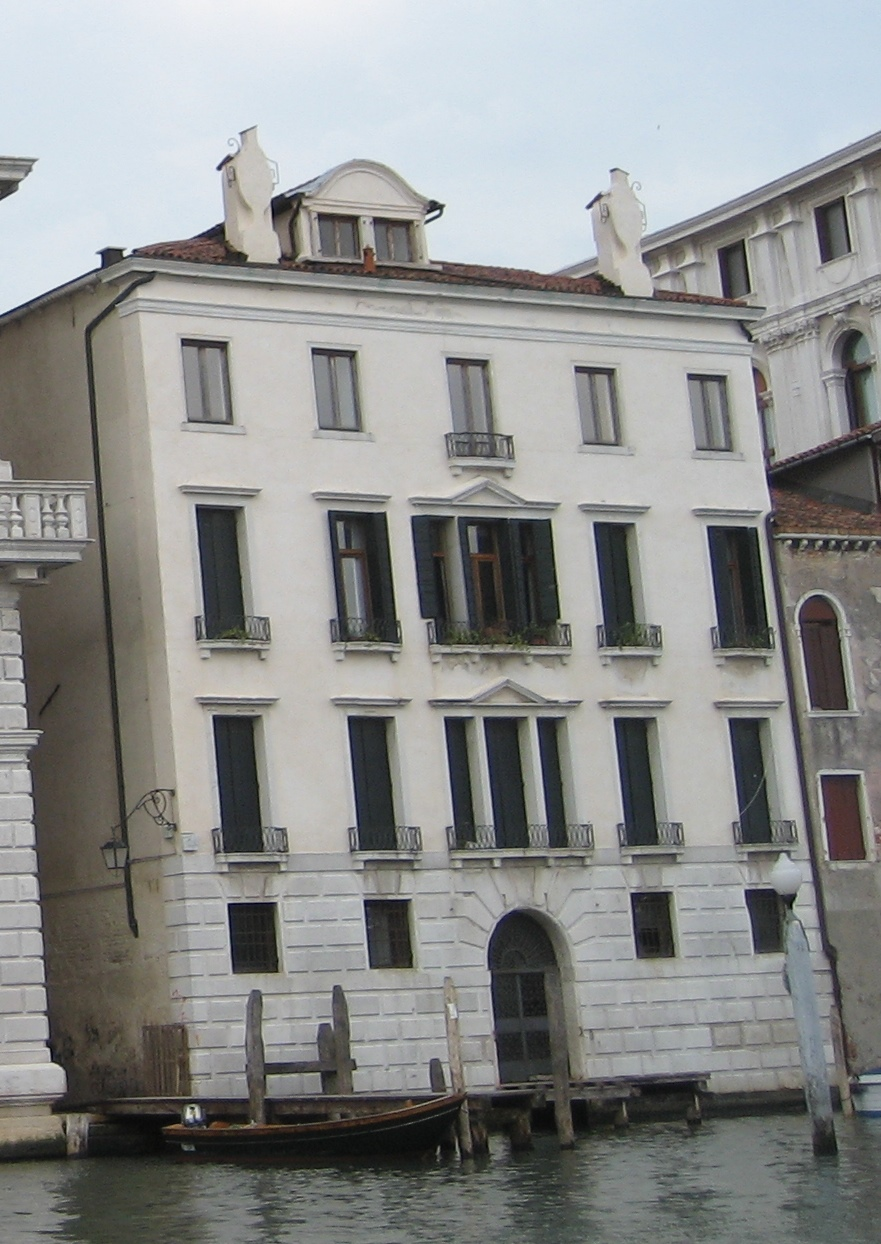
Palazzo Correggio: Fassade zum Canal Grande

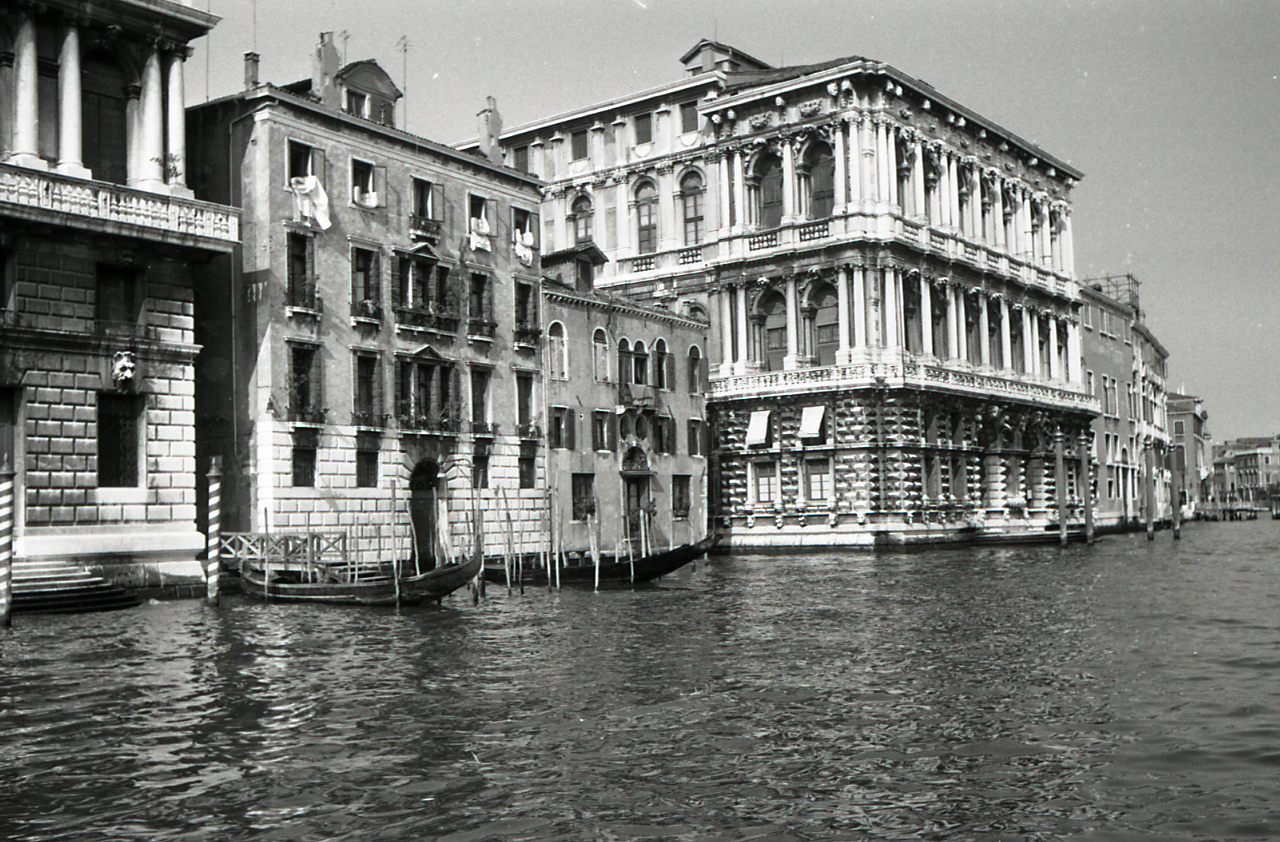
Der Palast vom Canal Grande aus im Jahre 1966. Auf der rechten Bildseite sieht man das Ca’ Pesaro. Foto: Paolo Monti.

Palazzo Correggio ist ein Palast in Venedig in der italienischen Region Venetien. Er liegt im Sestiere Santa Croce mit Blick zum Canal Grande zwischen dem Palazzo Donà und dem Ca’ Corner della Regina.

## Geschichte
Der Palast entstand im Laufe des 18. Jahrhunderts anstelle eines Hauses aus dem 16. Jahrhundert, das Orazio Correggio gehörte. Architekt war ein Schüler des Baumeisters Andrea Tirali. Dieser Zweig der Familie Correggio starb mit Zandonà Correggio aus, der am 25. Juni 1738 wegen wirtschaftlichen Problemen Selbstmord beging.

## Beschreibung
Die Hauptfassade des vierstöckigen Gebäudes ist einfach und ziemlich elegant, aber insgesamt nicht sehr auffällig. Das Erdgeschoss mit dem Portal zum Wasser in der Mitte ist mit Bossenwerk verziert, wogegen die oberen Stockwerke einfache Fenster zeigen, von denen die beiden Dreifachfenster in der Mitte mit Gebälk und Tympanon besonders auffallen.